# William Brownrigg

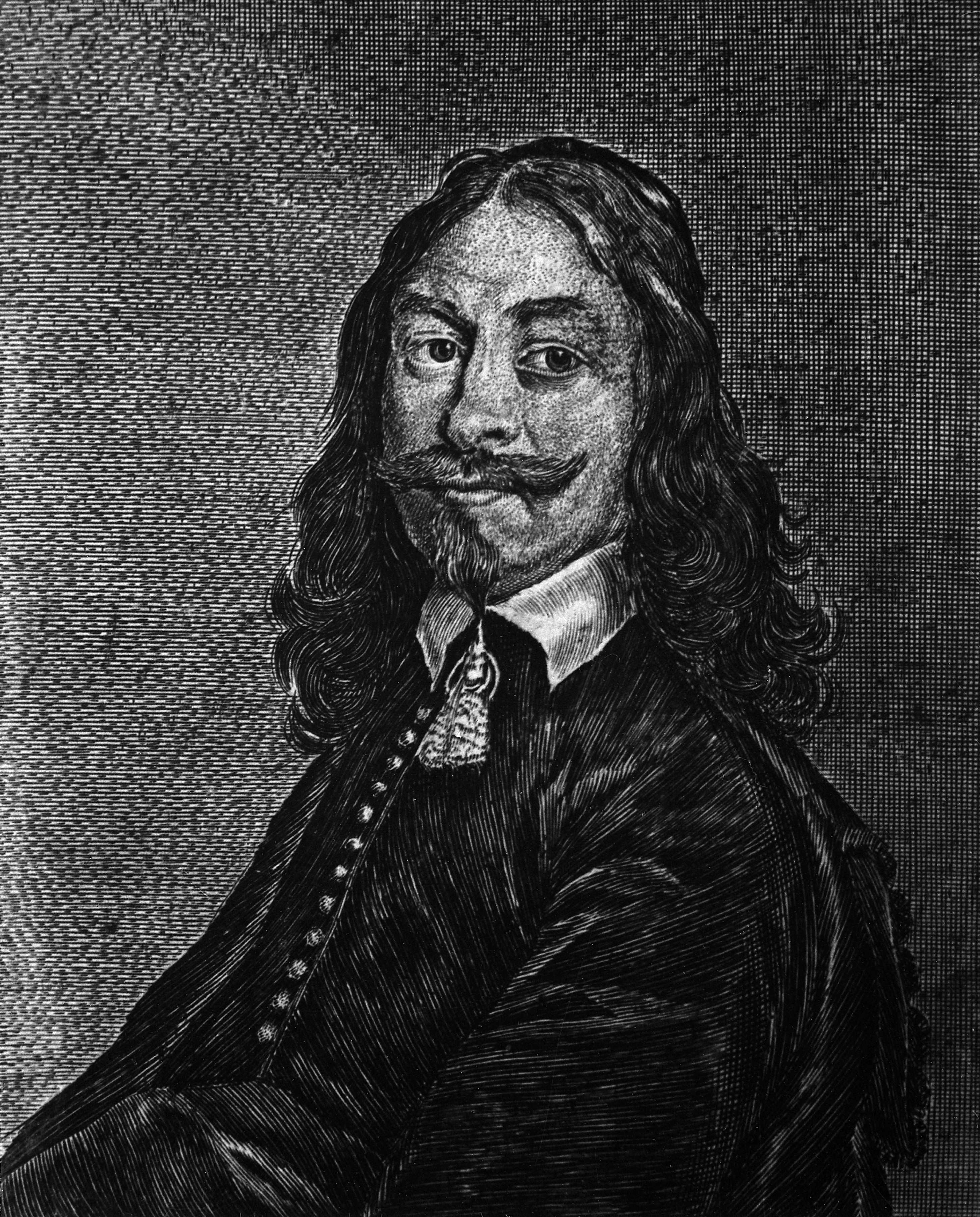
William Brownrigg

William Brownrigg (24 maart 1711 - 1800) was een Brits wetenschapper en arts en de ontdekker van het scheikundig element platina.

## Biografie

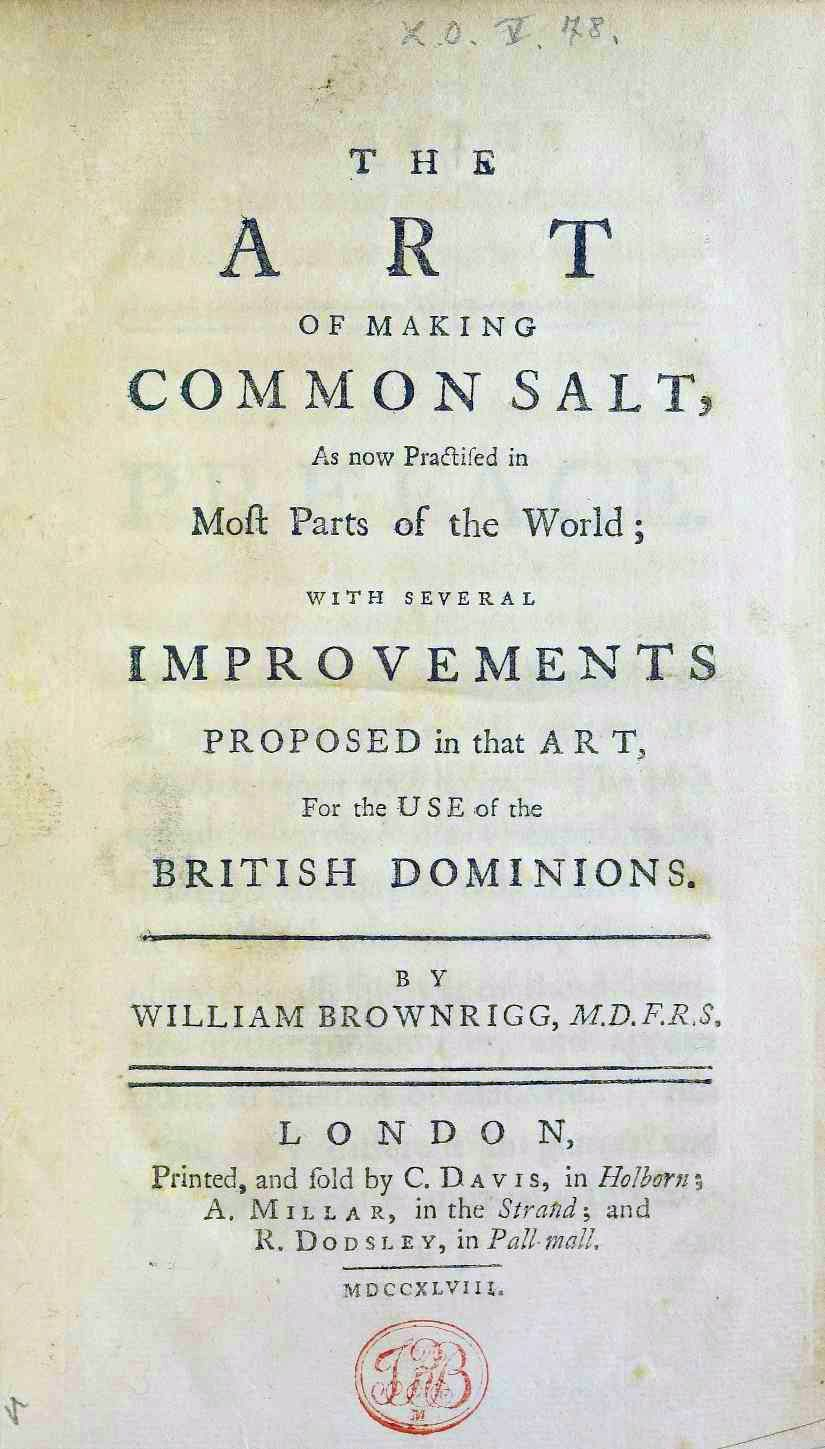
The Art of making common salt, 1748

Brownrigg werd geboren in Whitehaven als zoon van een lokale edelman. Tijdens zijn vroege jeugd werd hij geschoold in Latijn en Grieks, waarna hij als leerling bij een apotheek ging werken. Aansluitend studeerde hij twee jaar onder een chirurg in Londen, gevolgd door een studie aan de Universiteit Leiden, waar hij les kreeg van onder meer Boerhaave, Van Royen en Albinus. Brownrigg studeerde er in 1737 af, op de these De Praxi Medica Ineunda, over omgevingsfactoren in de medische praktijk.
Na zijn terugkeer naar Engeland, vestigde Brownrigg zich als arts in Whitehaven. Van zijn praktijk is documentatie bewaard gebleven en dat bevat onder andere een van de eerste vermeldingen in Engeland van Kraamvrouwenkoorts. In 1741 trouwde Brownrigg met Mary Spedding, dochter van Carlisle Spedding, bedrijfsleider van een kolenmijn. Het wekte Brownriggs interesse in de gassen waar mijnwerkers last van hadden, zoals methaan en het residu na grauwvuur, een kolenstofexplosie. Met hulp van zijn schoonvader en van James Lowther, een baronet en mijneigenaar, richtte Browning een laboratorium in, waar hij onderzoek deed naar deze gassen. Hij bedacht een methode om deze en andere gassen in blazen op te slaan, een vinding waarvoor de Royal Society, de Britse academie van wetenschappen, hem met het lidmaatschap beloonde. Brownrigg vervolgde zijn werk met onder meer een onderzoek naar de gassen in mineraalwater. In 1766 werd de Copley Medal, de wetenschapsprijs van de Royal Society, opleverde toegekend aan Brownrigg, Edward Delaval en Henry Cavendish, voor hun wetenschappelijke prestaties dat jaar.
Na zijn pensionering in een dorpje in het Lake District hield Brownrigg zich nog bezig met mineralen, verbetering van de landbouw en vervulde hij verscheidene bestuursfuncties. Hij overleed in 1800.

### Ontdekking van platina
Van Charles Wood, een familielid, verkreeg Brownrigg monsters van het tot dan toe onbekende materiaal platina. Na onderzoek was het Brownrigg die, in of kort na 1741, als eerste vaststelde dat het om een nieuw chemisch element ging.